# خیراردوت (کوندینامارکا)
خیراردوت (کوندینامارکا) (به اسپانیایی: Girardot, Cundinamarca) یک سکونتگاه مسکونی در کلمبیا است که در Upper Magdalena Province واقع شده‌است.

## خصوصیات
خیراردوت ۱۲۹ کیلومترمربع مساحت و ۹۰٬۰۷۹ نفر جمعیت دارد و ۲۸۹ متر بالاتر از سطح دریا واقع شده‌است.